# Liste der Biografien/Gert
Liste der Biografien |
Portal Biografien |
Personensuche
# |
A |
B |
C |
D |
E |
F |
G |
H |
I |
J |
K |
L |
M |
N |
O |
P |
Q |
R |
S |
T |
U |
V |
W |
X |
Y |
Z |
?
 
Ga |
Gb |
Gc |
Gd |
Ge |
Gf |
Gh |
Gi |
Gj |
Gk |
Gl |
Gm |
Gn |
Go |
Gp |
Gq |
Gr |
Gs |
Gu |
Gv |
Gw |
Gy |
Gz
 
Gea |
Geb |
Gec |
Ged |
Gee |
Gef |
Geg |
Geh |
Gei |
Gej |
Gek |
Gel |
Gem |
Gen |
Geo |
Gep |
Ger |
Ges |
Get |
Geu |
Gev |
Gew |
Gex |
Gey |
Gez
 
Gera |
Gerb |
Gerc |
Gerd |
Gere |
Gerf |
Gerg |
Gerh |
Geri |
Gerk |
Gerl |
Germ |
Gern |
Gero |
Gerp |
Gerr |
Gers |
Gert |
Geru |
Gerv |
Gerw |
Gery |
Gerz
Die Liste der Biografien führt alle Personen auf, die in der deutschsprachigen Wikipedia einen Artikel haben. Dieses ist eine Teilliste mit 115 Einträgen von Personen, deren Namen mit den Buchstaben „Gert“ beginnt.

## Gert
- Gert, Bernard (1934–2011), US-amerikanischer Philosoph
- Gert, Gerard (1920–2015), US-amerikanischer Beamter
- Gert, Valeska (1892–1978), deutsche Tänzerin und KabarettistinValeska Gert (1892–1978)

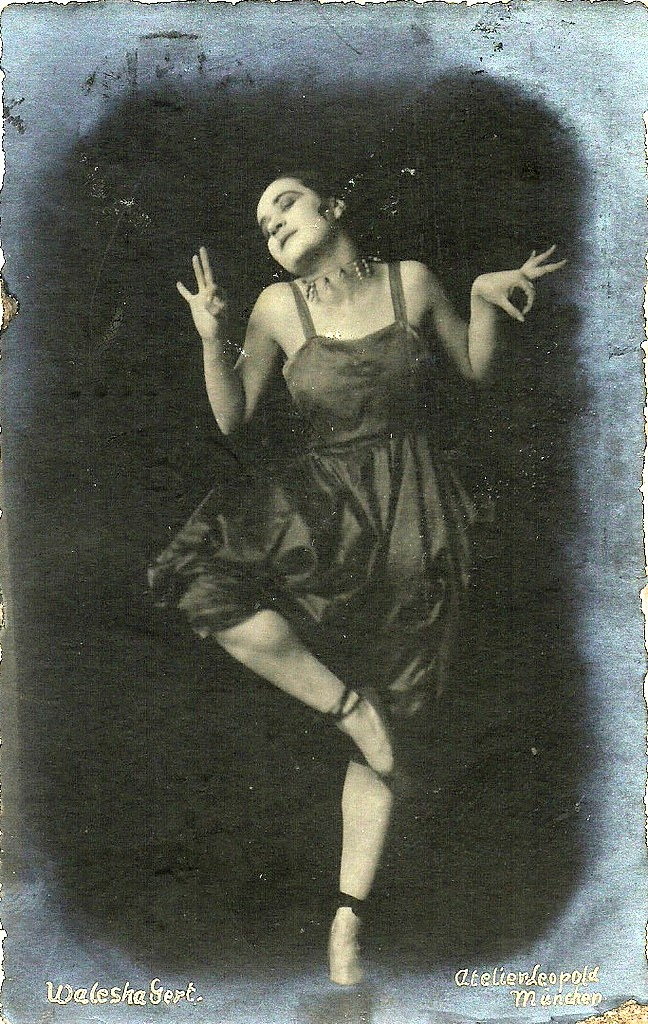
Valeska Gert (1892–1978)

### Gerta
- Gerta die Boltin († 1656), Opfer der Hexenprozesse in Canstein (Marsberg)

### Gertb
- Gertberg, Hans (1909–1970), deutscher Theaterfachmann

### Gerte
- Gerteis, Adolf (1886–1957), deutscher Eisenbahningenieur und Präsident der Ostbahn
- Gerteis, Florian (* 1996), deutscher Schauspieler
- Gerteis, Klaus (* 1940), deutscher Historiker im Bereich Neuere Geschichte
- Gerteis, Walter (1921–1999), deutscher Bildhauer
- Gertel, Helmut (* 1961), deutscher Boxer
- Gertel, Stefan (* 1960), deutscher Boxer
- Gerten, Dieter (* 1970), deutscher Geograf und Hochschullehrer
- Gertenbach, Richard (1857–1929), Bürgermeister von Lüttringhausen
- Gertenbach, Richard (1884–1945), deutscher Jurist und Politiker
- Gerter, Elisabeth (1895–1955), Schweizer Schriftstellerin

### Gertg
- Gertges, Jonas (* 1997), deutscher Handballspieler

### Gerth
- Gerth, Alfred (1921–2017), österreichischer Fußballspieler
- Gerth, Andreas (* 1958), deutscher Musiker, Komponist und bildender Künstler
- Gerth, Andreas (* 1964), Schweizer Fotograf
- Gerth, Bernhard (1844–1911), deutscher Klassischer Philologe und Gymnasiallehrer
- Gerth, Daniel (1891–1934), deutscher Infanterieoffizierer, Freikorps- und SA-FührerDaniel Gerth (1891–1934)

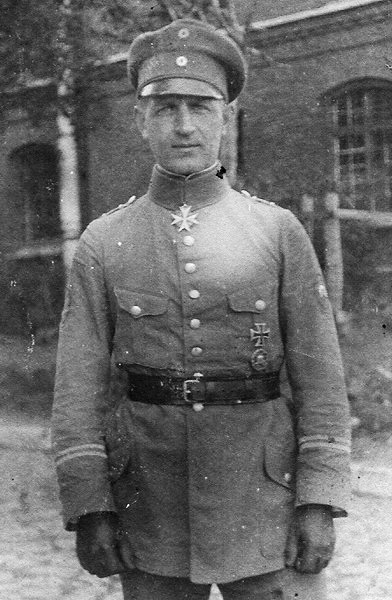
Daniel Gerth (1891–1934)

- Gerth, Fritz (1845–1928), deutscher Bildhauer
- Gerth, Gerhard (* 1903), deutscher Ingenieur, Geologe und Hochschullehrer
- Gerth, Günther (1931–2019), deutscher Maler und Grafiker
- Gerth, Hans Heinrich (1908–1978), US-amerikanischer Soziologe
- Gerth, Heinrich (1884–1971), deutscher Paläontologe und Geologe
- Gerth, Johann Heinrich (1623–1696), deutscher evangelisch-lutherischer Geistlicher
- Gerth, Karl (1889–1973), deutscher Klassischer Philologe, Historiker und Gymnasialdirektor
- Gerth, Klaus (1926–2012), deutscher Germanist und Hochschullehrer
- Gerth, Klaus (* 1943), deutscher Verleger und Autor
- Gerth, René (* 1972), deutscher Biathlet
- Gerthener, Madern († 1430), Stadtbaumeister der Freien Reichsstadt Frankfurt am Main, Bildhauer der Spätgotik
- Gerthsen, Christian (1894–1956), deutscher Physiker

### Gerti
- Gertig, Iris (* 1971), deutsche Politikerin (CDU)
- Gertig, Konstantin (* 2004), deutscher Fußballspieler
- Gertis, Jonathan (* 1997), deutscher Schauspieler
- Gertis, Karl (1938–2025), deutscher Bauphysiker und Komponist

### Gertk
- Gertken, Markus (* 1966), deutscher Schauspieler

### Gertl
- Gertler, Alfred (1913–2001), deutscher Politiker (Zentrum), MdL
- Gertler, Alfred J. (* 1950), deutscher Journalist und Organisator verschiedener Veranstaltungen
- Gertler, André (1907–1998), ungarischer Violinist und Violinpädagoge
- Gertler, Dan (* 1973), israelischer Diamantenhändler und GeschäftsmannDan Gertler (* 1973)
- Gertler, Howard, Filmproduzent

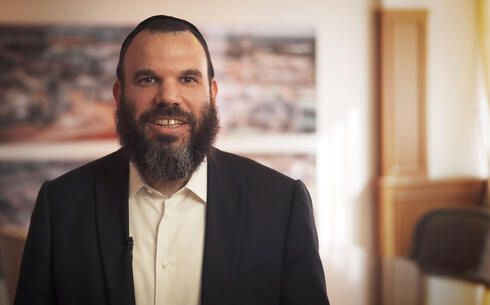
Dan Gertler (* 1973)

- Gertler, Mark (1891–1939), britischer Maler
- Gertler, Mark (* 1951), US-amerikanischer Wirtschaftswissenschaftler und Hochschullehrer
- Gertler, Martin (* 1954), deutscher Hochschullehrer und Medienproduzent
- Gertler, Rudolf (1893–1960), deutscher Politiker (GB/BHE), MdL Bayern
- Gertler, Thomas (* 1948), deutscher römisch-katholischer Ordensgeistlicher und Theologe
- Gertler, Viktor (1901–1969), ungarischer Regisseur, Filmeditor und Drehbuchautor

### Gertm
- Gertmonas, Edvinas (* 1996), litauischer Fußballtorwart

### Gertn
- Gertner von Gartenberg, Christoph (1626–1689), deutscher Jurist und Sprachlehrer des schwedischen Königs
- Gertner, Ala (1912–1945), polnische Widerständlerin im KZ Birkenau
- Gertner, Johan Vilhelm (1818–1871), dänischer Maler
- Gertner, Peter, deutscher Maler
- Gertner, Tomasz (1743–1812), Lemberger Maler des Spätbarocks und Rokoko deutscher Abstammung

### Gertr
- Gertrud († 1108), Tochter des polnischen Königs Mieszko II.
- Gertrud († 1197), Königin von Dänemark (1182–1197)
- Gertrud die Ältere von Braunschweig († 1077), Stifterin
- Gertrud die Jüngere von Braunschweig († 1117), Markgräfin von Meißen
- Gertrud II. († 1324), Äbtissin im Stift St. Cyriakus in Gernrode
- Gertrud II., Fürstäbtissin der Fürstabtei Herford
- Gertrud III. von Everstein († 1344), Äbtissin im Stift St. Cyriakus in Gernrode
- Gertrud von Altenberg (1227–1297), katholische Selige und Prämonstratenserin
- Gertrud von Andechs († 1213), Gräfin von Andechs-Meranien und Königin von UngarnGertrud von Andechs († 1213)

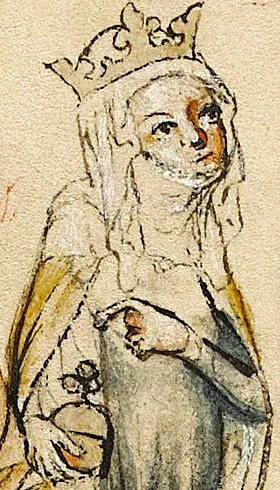
Gertrud von Andechs († 1213)

- Gertrud von Babenberg (1226–1288), Nichte Herzog Friedrichs II. von Österreich „des Streitbaren“, Mutter Friedrichs I. von Baden
- Gertrud von Baden, Prinzessin von Baden, Gräfin von Dagsburg
- Gertrud von Breslau, Herzogin von Schlesien
- Gertrud von Comburg, Adlige
- Gertrud von Hackeborn (1232–1292), deutsche Zisterzienserin, Äbtissin von Helfta, Heilige
- Gertrud von Helfta (* 1256), Zisterzienserin im Kloster Helfta bei Eisleben
- Gertrud von Hohenberg († 1281), Stammmutter der Familie von Habsburg
- Gertrud von Nivelles (626–659), Jungfrau, Äbtissin des Klosters Nivelles, Augustinerin
- Gertrud von Ortenberg († 1335), deutsche Begine und Mystikerin
- Gertrud von Sachsen († 1113), deutsche Adelige
- Gertrud von Sachsen (1115–1143), Tochter des Kaisers Lothar III., Herzogin von Bayern und von Sachsen, Markgräfin von Österreich
- Gertrud von Sulzbach († 1146), deutsche Königin
- Gertrud von Tegerfelden, Äbtissin des Damenstifts Buchau
- Gertrudis von Bentheim († 1303), Äbtissin im Stift Nottuln

### Gerts
- Gerts, Floris (* 1992), niederländischer Radrennfahrer
- Gerts, Tina (* 1978), deutsche Politikerin (Bündnis 90/Die Grünen), Sprecherin der Grünen Jugend
- Gertsch, Franz (1930–2022), Schweizer Maler und GrafikerFranz Gertsch (1930–2022)

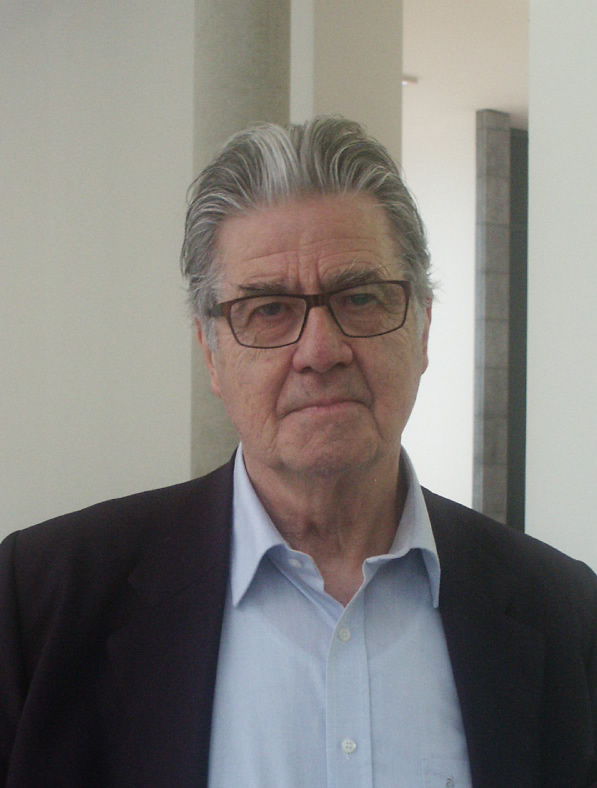
Franz Gertsch (1930–2022)

- Gertsch, Fritz (1862–1938), Schweizer Berufsoffizier
- Gertsch, Lisa (* 1992), Schweizer Regisseurin, Drehbuchautorin und Filmproduzentin
- Gertsch, Max (1893–1979), Schweizer Jurist und Schriftsteller
- Gertsch, Max (* 1963), Schweizer SchauspielerMax Gertsch (* 1963)

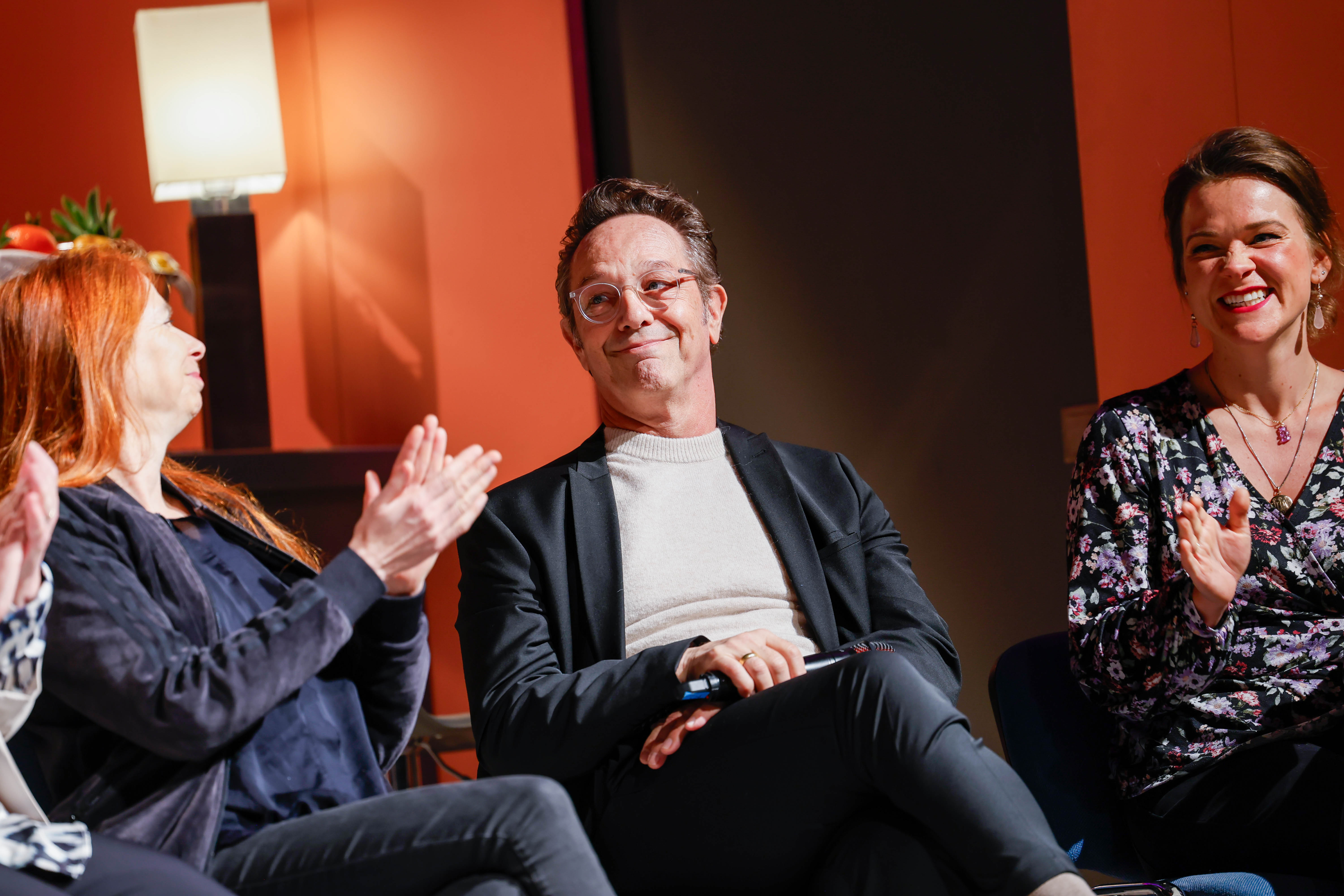
Max Gertsch (* 1963)

- Gertsch, Richard (* 1996), thailändisch-schweizerischer Fußballspieler
- Gertsch, Silvia (* 1963), Schweizer Malerin und Hinterglaskünstlerin
- Gertsch, Willis John (1906–1998), US-amerikanischer Arachnologe
- Gertschew, Janislaw (* 1989), bulgarischer Judoka
- Gertschew, Sawa (* 1914), bulgarischer Radrennfahrer
- Gertsman, Maury (1907–1999), US-amerikanischer Kameramann

### Gertt
- Gertten, Fredrik (* 1956), schwedischer Journalist und Filmemacher

### Gertw
- Gertwagen, Ruthy (1952–2022), israelische Historikerin

### Gertz
- Gertz Manero, Alejandro (* 1939), mexikanischer Politiker
- Gertz, Bernhard (1945–2024), deutscher Jurist, Militär, Oberst der Bundeswehr und Bundesvorsitzender des Deutschen Bundeswehrverbandes
- Gertz, Bruce (* 1952), amerikanischer Jazzmusiker
- Gertz, Carsten, deutscher Verkehrsplaner
- Gertz, Christian (* 1948), deutscher Lebensmittelchemiker
- Gertz, Fred (1934–2009), deutscher Liedtexter und Lyriker
- Gertz, Holger (* 1968), deutscher Journalist
- Gertz, Irving (1915–2008), US-amerikanischer Filmkomponist
- Gertz, Jami (* 1965), US-amerikanische SchauspielerinJami Gertz (* 1965)

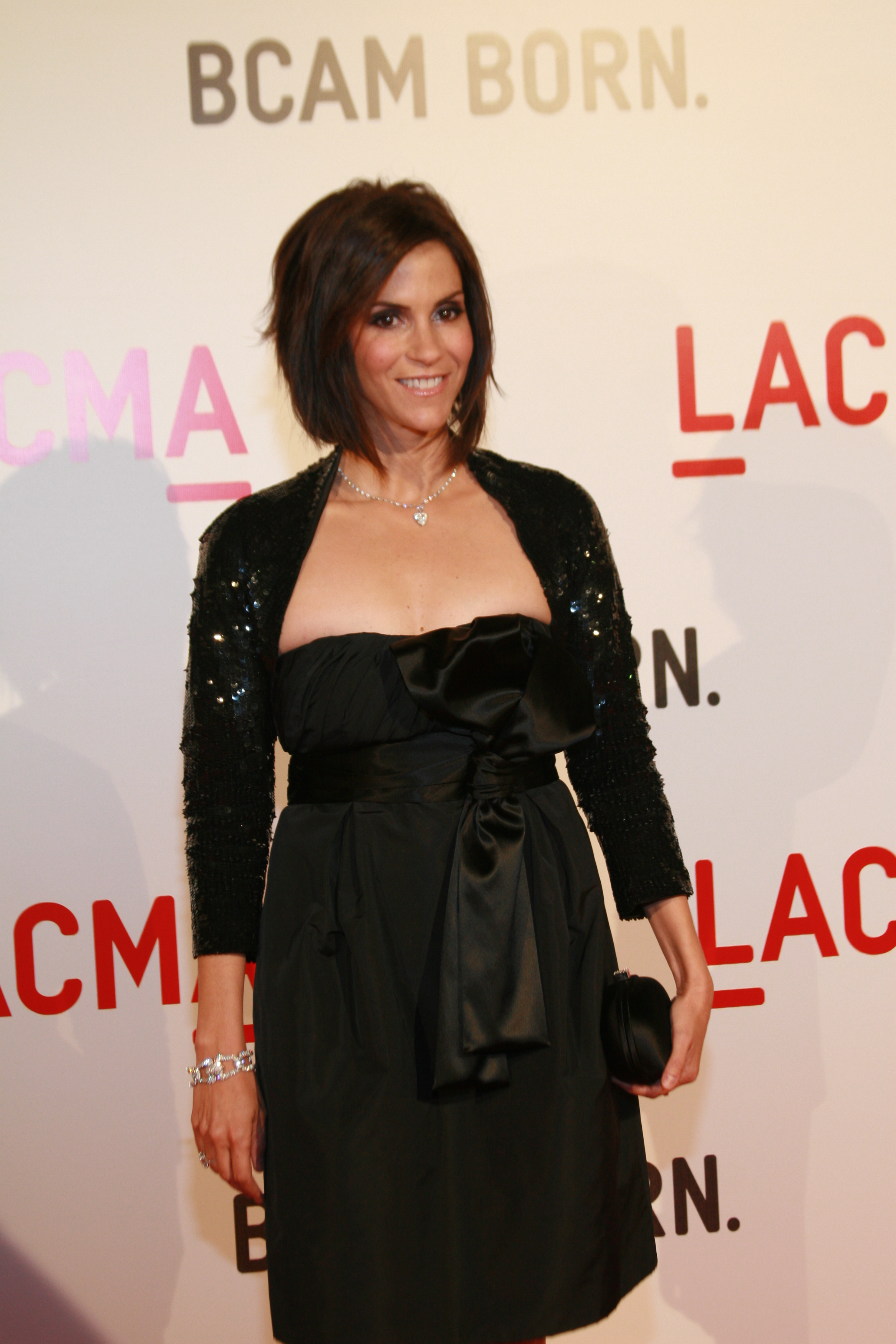
Jami Gertz (* 1965)

- Gertz, Jan Christian (* 1964), deutscher evangelischer Theologe und Alttestamentler
- Gertz, Jenny (1891–1966), sozialistische deutsche Tanzpädagogin
- Gertz, Lucas (* 1990), deutscher Basketballspieler
- Gertz, Michael (* 1965), deutscher Informatiker und Hochschullehrer
- Gertz, Sebastian, britischer Philosophiehistoriker
- Gertz, Wilhelm (1828–1892), deutscher Violinist, Königlich Hannoverscher Hof- und Kammermusiker sowie Klavierfabrikant
- Gertze, Johnny (1937–1983), südafrikanischer Jazzmusiker
- Gertze, Neville (* 1966), namibischer Diplomat
- Gertzen gen. von Sintzig, Johann Heinrich von († 1673), Domherr in Münster, Paderborn und Speyer
- Gertzen gen. von Sintzig, Johann Wilhelm von († 1664), Domherr in Münster und Paderborn
- Gertzen, Hans (1921–1998), deutscher Politiker (SPD), MdL, MdB
- Gertzen, Hubertus (1954–2015), deutscher Schauspieler und Hörspielsprecher
- Gertzki, Manfred (1942–1973), deutsches Todesopfer der Berliner Mauer